# Muziekgebouw aan ’t IJ

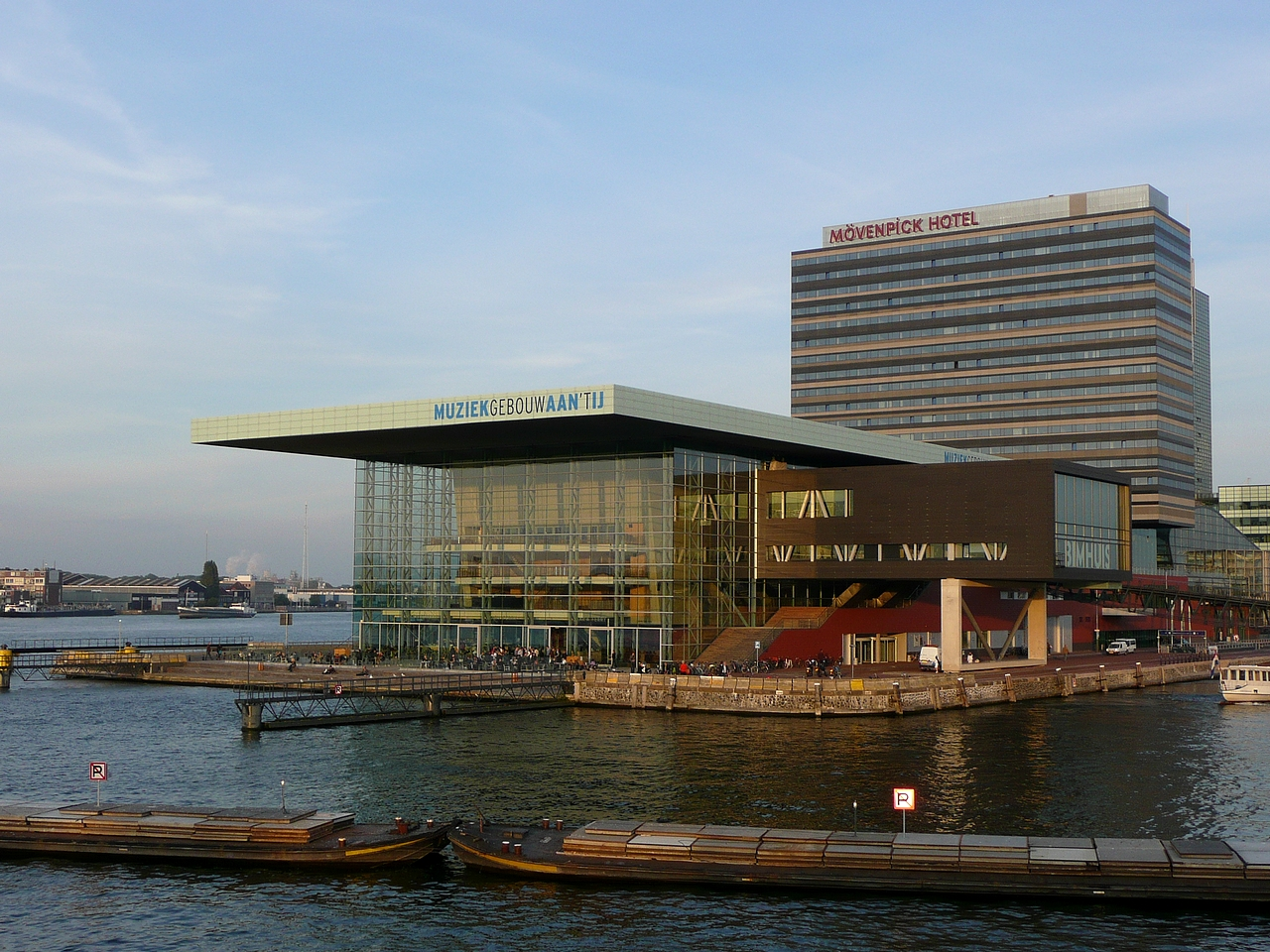
Muziekgebouw aan ’t IJ

Muziekgebouw aan ’t IJ ist der Name eines berühmten Konzerthauses am Südufer des IJ in Amsterdam. Sein Hauptgebäude wird für Aufführungen klassischer Musik genutzt. Die Adresse ist Piet Heinkade 1.

## Geschichte
Das Muziekgebouw wurde im Jahre 2005 als Nachfolger des Musikzentrums für zeitgenössische Musik De Ijsbreker eröffnet. Sein erster musikalischer Leiter (bis 2008) war Jan Wolff. Seitdem leitet Tino Haenen die Spielstätte. Angegliedert sind ein Café, das während der Konzerte nur Konzertbesuchern offensteht, und ein Restaurant. 
Das Bimhuis als zentrale Spielstätte für Jazz und improvisierte Musik in Amsterdam mit durchschnittlich 150 bis 200 Aufführungen ist Teil des Muziekgebouw. Es ist ein auf Pfählen seitlich vom Hauptgebäude abstehender schwarzer Kasten, dessen Glasfassade von innen einen Blick auf die Altstadt ermöglicht. 

## Galerie

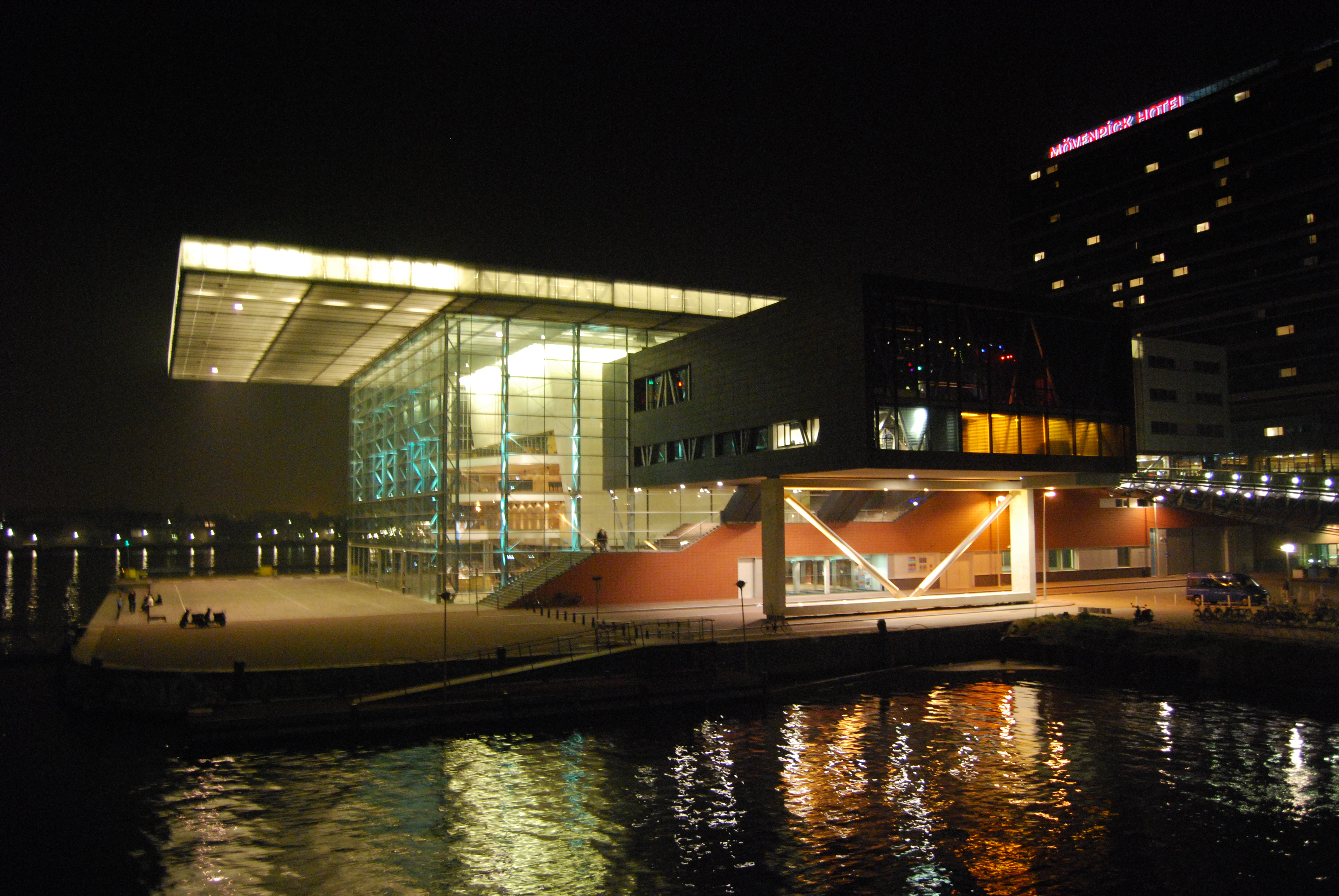
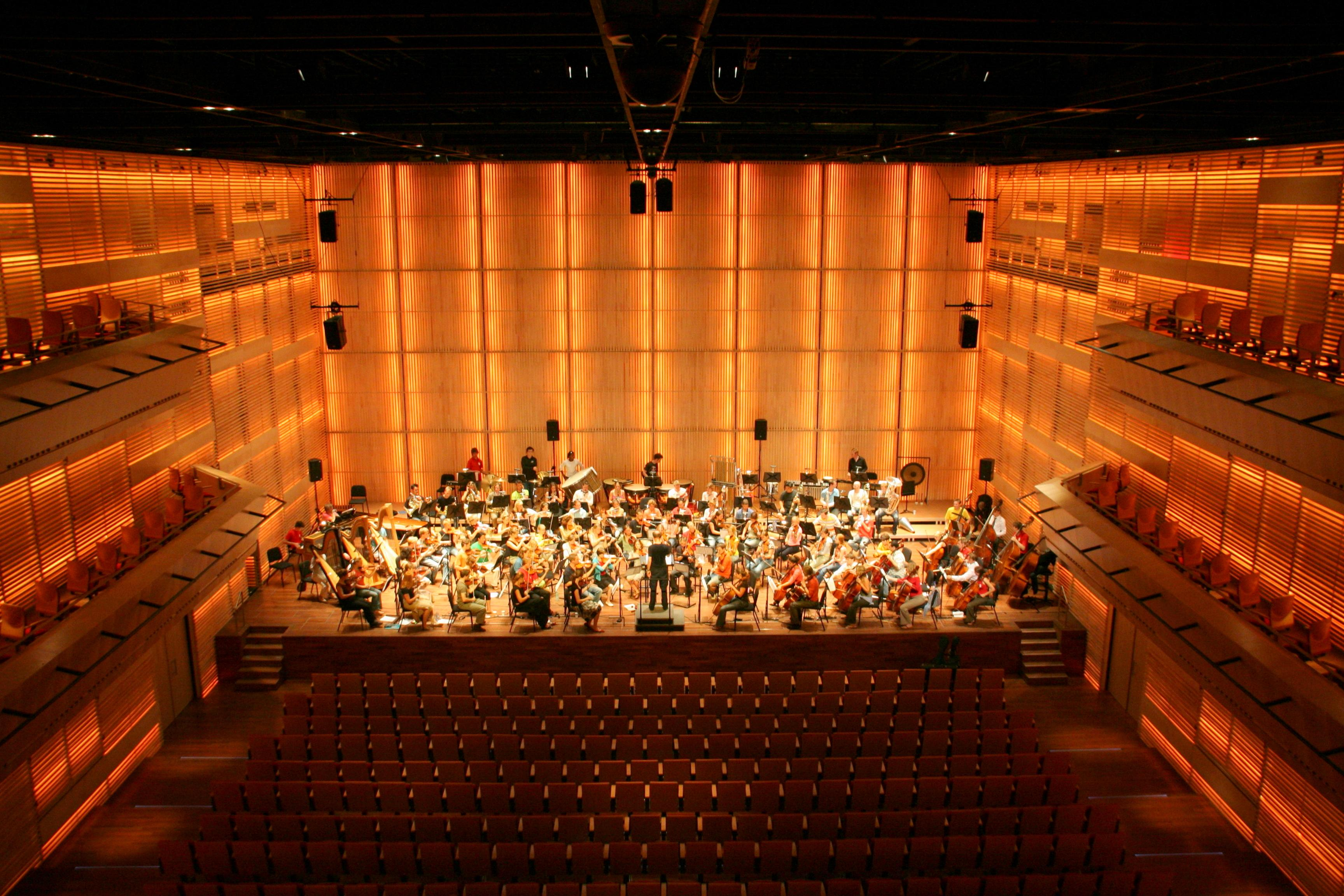
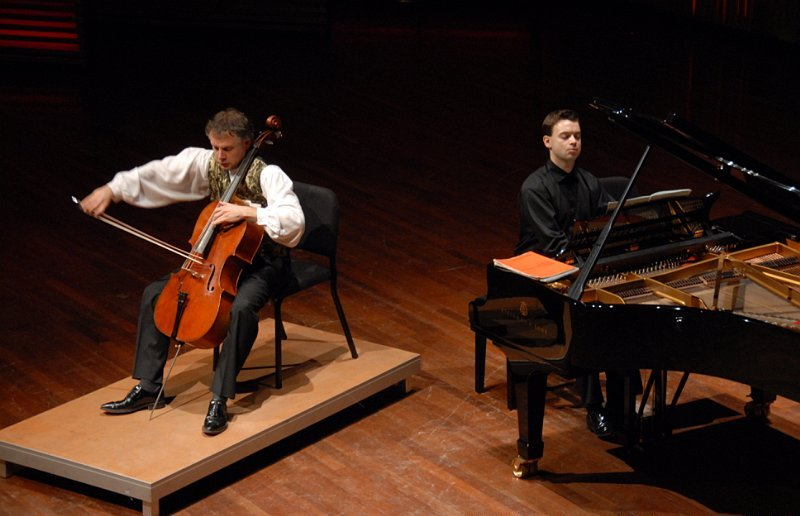
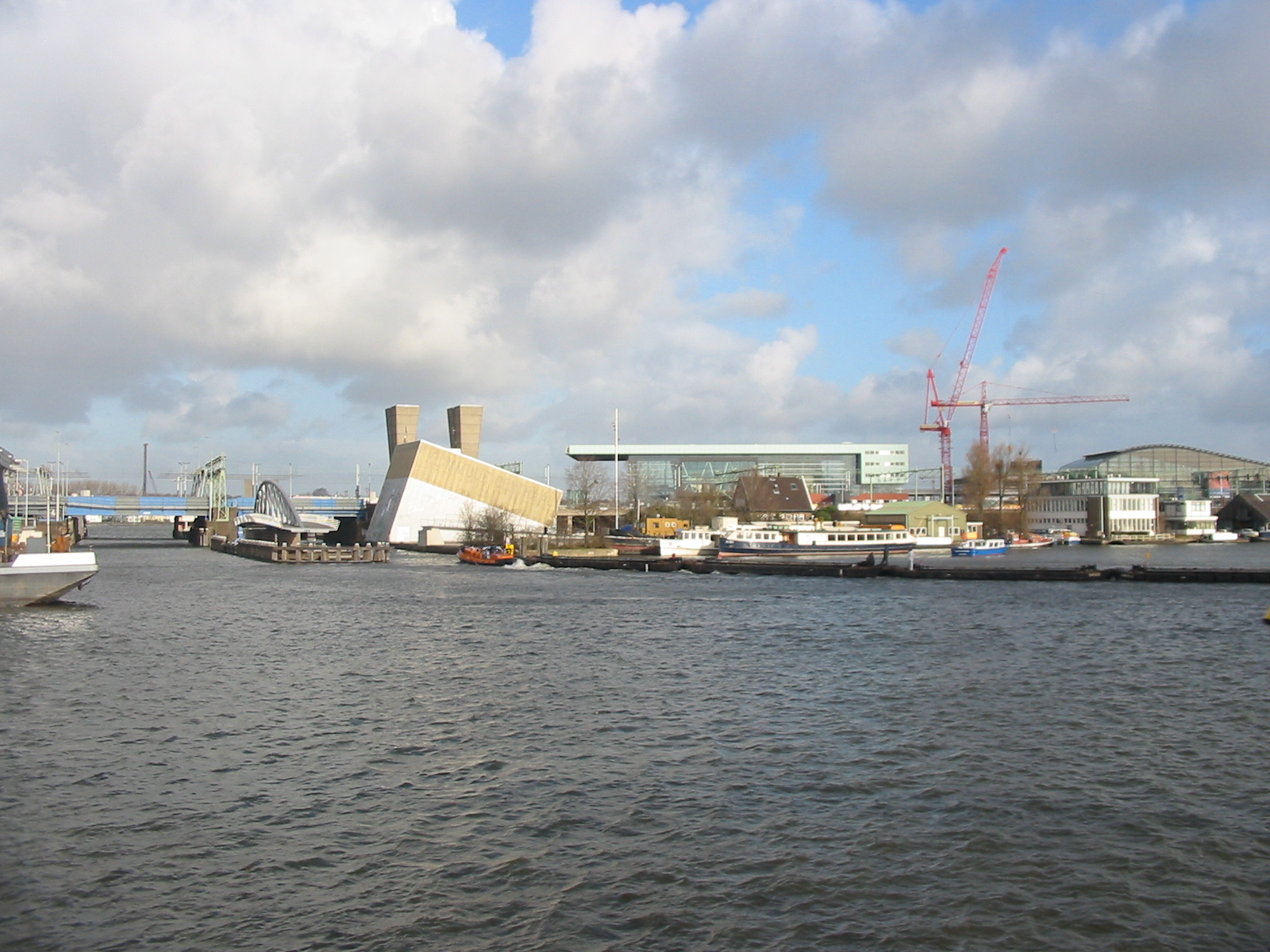